# Вільям Чевір

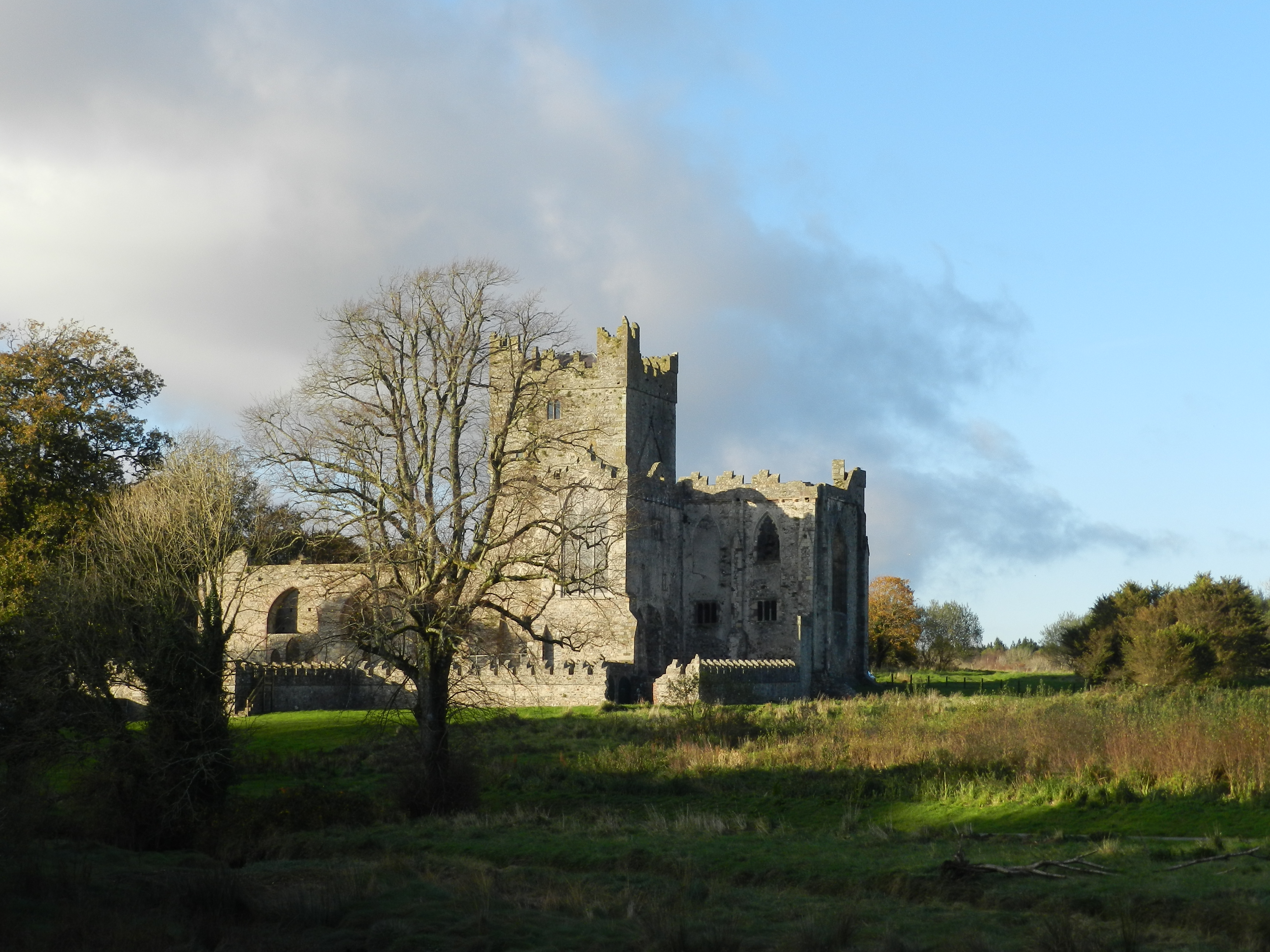
Абатство Тінтерн, графство Вексфорд, Ірландія.

Вільям Чевір (англ. - William Chevir, William Chevyr) (помер у 1446 р.) — ірландський політик, юрист, суддя, віце лорд-канцлер Ірландії, ставленик Корони Англії. Його кар’єра була позначена звинуваченнями в гнобленні народу Ірландії та корупції. 

## Життєпис

### Походження
Вільям Чевір народився в місті Кілкенні, Ірландія. Він був сином Джона Чевіра, мирового судді графства Кілкенні. Його молодший брат, Джон Чевір молодший, став головним лорд-суддею Ірландії. Прізвище, яке є досить рідкісним в Ірландії. Є різні варіанти написання цього прізвища: Cheever, Chevre, Chevyr та інші. Чевіри були англо-нормандською родиною, яка оселилася в графстві Вексфорд після англо-норманського завоювання Ірландії в ХІІ столітті. Сер Вільям Чевр або Шевр (в Ірландії з 1174 року), перший із родини, який приїхав до Ірландії, був свідком засновницької хартії абатства Тінтерн у графстві Вексфорд (не плутати з більш відомим абатством Тінтерн в Уельсі). У 1421 році батько Вільяма Чевіра отримав землі в графстві Вексфорд, якими володів Гілберт Телбот, лорд Вексфорда.

### Родина
Вільям Чевір був одружений і мав принаймні одного сина:
- Волтер Чевір – одружився з Кетрін Веллс, донькою сера Вільяма Веллса, лорд-канцлера Ірландії та Енн Барнуелл, і мав дітей, зокрема:
- Сер Ніколас Чевір
- Елізабет Чевір – вийшла заміж за Томаса Ашера
- Маргарет Чевір – одружилась з Бартолом’ю Ейлмером, мати сера Джеральда Ейлмера.

### Кар’єра
Про його ранню кар’єру відомо небагато. Він і його брат були тісно пов'язані з Джеймсом Батлером, IV графом Ормонд (1393 – 1452), домінуючим англо-ірландським магнатом на південному сході Ірландії протягом більше тридцяти років. Ймовірно, завдяки впливу Ормонда Вільям став другим суддею Королівського суду (Ірландія), а пізніше виконував обов’язки заступника лорда-канцлера Ірландії. Він придбав значні багатства і став власником замку Баллігілі у Вексфорді, де його родина жила до сімнадцятого століття. З невідомих причин він отримував пенсію в розмірі 1 фунта стерлінгів на рік від Пріора Кілмейнхема. У 1424 році йому було надано опіку над землями Ніколаса Хея, померлого в графстві Вексфорд під час неповноліття сина та спадкоємця Роберта, разом із правом одруження Роберта. Того ж року він передав за наказом короля садибу Ратфарнхем Джеймсу Корнуолшу, головному барону казначейства Ірландії.
Є інформація про його суддівську кар’єру в 1441 році. Таємна Рада Ірландії, занепокоєна беззаконням, що коїлися в землях Лейнстер і Манстер, призначила Вільяма Чевіра та Едварда Сомертона, королівського сержанта, до складу комісії для виконання законів у шести південних графствах. Вільям мав отримувати 6 шилінгів 8 пенсів як зарплату, значно більше, ніж Сомертон.
У 1437 році, як не дивно, оскільки він був мирянином, йому було надано тимчасовий сан абатства Святої Марії в Дубліні; імовірно, він мав отримати прибутки від земель абатства.

### Ворожнеча між партіями Ормонда та Телбота
В ірландській політиці 1430-х і 1440-х років домінувала запекла ворожнеча між графом Ормонд, на той час лорд-лейтенантом Ірландії, та Річардом Телботом, архієпископом Дубліна, якого підтримував його могутній брат Джон Телбот, І граф Шрусбері, що також був лорд-лейтенантом Ірландії. Майже всі офіційні особи корони виявилися змушеними стати на чийсь бік у ворожнечі: Вільям Чевір був відданим прихильником Ормонда.
Джайлз Торндон, народжений в Англії лорд-скарбник Ірландії, мав тривалий і вражаючий досвід служби в домі Ланкастерів, але він був зовсім не в змозі хоч щось зробити в Ірландії, яка тоді перебувала в стані надзвичайної політичної нестабільності. Загалом він підтримував Телботів, але Ормонд переконав його призначити Вільяма Чевіра своїм заступником у 1442 році. Відповідно до пізнішої скарги Тордона до Таємної Ради Ірландії, Вільям Чевір був винний у настільки очевидній неефективності, що Торндон відмовився повторно призначити його своїм заступником у 1443 році, після чого Ормонд у відповідь пограбував майно Торндона. Обидві сторони ворожнечі висунули гіркі скарги англійській короні, яка, однак, була більше зацікавлена в припиненні ворожнечі, ніж у покаранні причетних, і справа затягувалася безрезультатно. Вільям Чевір, ймовірно, помер у грудні 1446 року, оскільки його наступник при дворі, Едвард Сомертон, був призначений у січні 1447 року. Торндон повернувся до Англії незабаром після цього і дожив до глибокої старості, померши в 1477 році.

### Репутація
У той час як Вільям Чевір, безсумнівно, мав усі підстави бути вдячним графу Ормонду за просування його кар’єри, Гріффітс критикує його за «сприяння Ормонду в розкраданні та гнобленні» народу Ірландії.